# Baumstumpffräse

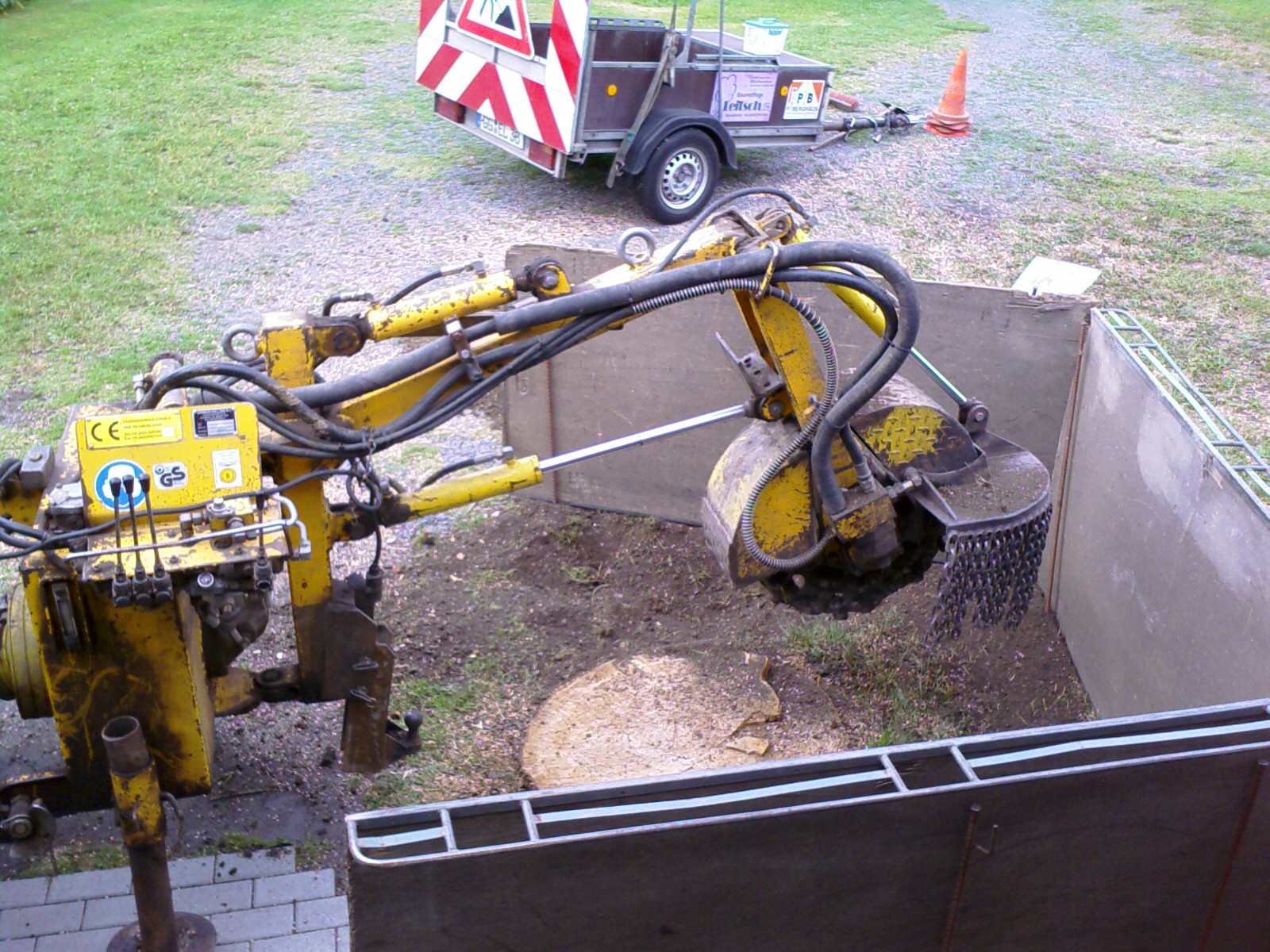
Stubbenfräse mit mobiler Schutzwand und Transportanhänger

Die Baumstumpffräse (verkürzt auch Baumfräse, im norddeutschen Sprachraum auch Stubbenfräse) ist ein forstwirtschaftliches Arbeitsgerät zum Entfernen von Baumstümpfen nach Baumfällungen und findet meistens im Garten- und Landschaftsbau Verwendung. 

## Aufbau und Funktion
Eine Baumstumpffräse besitzt zumeist einen hydraulischen Antrieb für Fräsarm und Frässcheibe. Sie werden meistens per Kabel oder Funk ferngesteuert, sodass der Bediener den Geräteeinsatz genauer überwachen kann oder sich auch weiter aus dem Gefahrenbereich entfernen kann. Baumstumpffräsen ohne eigenen Antrieb sind als Anbaugerät für Traktoren, Radlader oder Bagger gedacht. 
Kleine Geräte sind einachsig, haben einen starren Fräsarm und werden vom Bediener manuell geführt. Sie eignen sich nur zur Entfernung von Schwachholzstümpfen, können aber auf Grund von Größe und Gewicht unter beengten Bedingungen eingesetzt werden. 
Die Frässcheibe besteht meist aus festem Verschleißblech, versehen mit austauschbaren hartmetallbelegten Fräszähnen.
Die Baumstümpfe werden mit Hilfe dieses Gerätes zu Holzspänen zerkleinert, die als Mulch vor Ort belassen werden können. Ein Ausgraben der Stümpfe ist dadurch nicht mehr erforderlich.